# Ernst Alexander Rauter
Ernst Alexander Rauter (Klagenfurt, 27 de abril de 1929 — Munique, 8 de maio de 2006) foi um escritor e crítico de voz austríaco.